# Jonas Buud
Jonas Fredrik Buud, född den 28 mars 1974, är en svensk ultradistanslöpare och världsmästare i 100 km 2015.
Jonas Buud är en orienterare som efter övertalning av ultramarathonlöparen Rune Larsson också började med ultramarathon. Jonas Buud blev europamästare på 100 km 2009 och 2010 och tvåa på världsmästerskapen 2009, 2010, 2012 och 2014. I det kombinerade VM/EM på 100 km den 22 april 2012 kom Jonas på andra plats i båda tävlingarna med tiden 6.28.59, vilket var ett nytt svenskt rekord. 
År 2014 segrade Jonas Buud för åttonde året i följd i Swiss Alpine Marathon, en av Europas största ultramaraton-tävlingar på 78 km i alperna.
År 2013 kom Jonas Buud på andra plats i världens äldsta och största ultradistanslopp Comrades Marathon i Sydafrika. Det är den bästa svenska placeringen i Comrades 90-åriga historia. Jonas Buud har även en fjärdeplats i Comrades 2011 och en sjunde plats 2014.
År 2014 segrade Jonas Buud i den första upplagan av Ultravasan. Ett ultralopp på 90 km som går samma väg från Sälen till Mora som Vasaloppet. Han upprepade segern år 2015. Ultravasan hade över 1 700 deltagare år 2015 och loppet är därmed Sveriges största ultralopp. År 2024 deltog Buud i Ultravasan 45 och kom på tredje plats.
12 september 2015 vann han VM-guld på 100 km i holländska Winschoten. Segertiden 6:22.44 var en sänkning av hans eget tre år gamla nordiska och svenska rekord med 6 minuter.
Buud var kransmas i Tjejvasan 1997.

## Segrar
- Swiss Alpine Marathon 2007
- Swiss Alpine Marathon 2008
- Swiss Alpine Marathon 2009
- Karlstad 6H 2010
- Täby Extreme Challenge 2010, nytt svenskt rekord på 100 miles på 12.32.03
- Swiss Alpine Marathon 2010
- Swiss Alpine Marathon 2011
- Swiss Alpine Marathon 2012
- Swiss Alpine Marathon 2013
- Swiss Alpine Marathon 2014
- Ultravasan 2014[9]
- Ultravasan 2015[10]
- VM 100 km 2015[11]

## Personliga rekord
| Utomhus - 10 km landsväg – 32:01 (Stockholm 19 augusti 2006) - Halvmaraton – 1:08:16 (Stockholm 12 september 2009) - 30 km landsväg – 1:46:15 (Stockholm 24 september 2011) - Maraton – 2:22:03 (Hartford, Connecticut USA 11 oktober 2008) - Maraton – 2:22:28 (London, Storbritannien 23 april 2006) - Maraton – 2:24:37 (Stockholm 30 maj 2009) - 100 km landsväg – 6:22:44 (Winschoten, Nederländerna 12 september 2015) |

### Fotnoter
1. ↑  ”SM i marathon 2009”. archive.org. Arkiverad från originalet den 2 juni 2009. https://web.archive.org/web/20090602015855/http://resultat.marathon.se/sm2009/Start/index.cfm?Lan_ID=1. Läst 28 mars 2015.
2. 1 2 3  ”Personsida på AllAthletics”. all-athletics.com. Arkiverad från originalet den 20 december 2016. https://web.archive.org/web/20161220123529/http://www.all-athletics.com/node/73857. Läst 7 december 2016.
3. ↑  Erik Wickström. Vasalöparen nr 4 2015:  ss. 42-46. Läst 9 november 2015.
4. ↑  ”Buud tvåa i Comrades Matrathon 2013”. runnersworld.se. 2 juni 2013. http://www.runnersworld.se/artiklar/buud-tvaa-i-comrades-matrathon-2013.htm. Läst 3 juni 2013.
5. ↑  ”Jonas Buud och Jasmin Nunige vann Ultravasan 2015 – Sveriges största ultralopp”. Vasaloppet. http://www.vasaloppet.se/nyheter/jonas-buud-och-jasmine-nunige-vann-ultravasan-2015-sveriges-storsta-ultralopp/. Läst 24 augusti 2015.
6. ↑  ”Vasaloppet 2024: Results”. Mika timing. https://results.vasaloppet.se/2024/?pid=list. Läst 17 augusti 2024.
7. ↑  ”Storslam för Jonas Buud i VM på 100 km”. Marathon. http://www.marathon.se/aktuellt/storslam-f%C3%B6r-jonas-buud-i-vm-p%C3%A5-100-km. Läst 13 september 2015.
8. ↑  ”Historiska segrare” ( PDF). Vasaloppet. sid. 3. Arkiverad från originalet den 13 december 2019. https://web.archive.org/web/20191213183946/https://www.vasaloppet.se/wp-content/uploads/sites/1/2019/03/historiska_segrare_vasaloppet_sve_2019-03-18.pdf. Läst 13 december 2019.
9. ↑  ”Vasaloppets hemsida”. Arkiverad från originalet den 26 augusti 2014. https://web.archive.org/web/20140826113918/http://www.vasaloppet.se/wps/wcm/connect/se/vasaloppet/start/nyheter/senaste/nyhet_jonas_buud_och_holly_rush_vann_140823. Läst 24 augusti 2014.
10. ↑  ”Jonas Buud och Jasmin Nunige vann Ultravasan 2015 – Sveriges största ultralopp”. Vasaloppet. http://www.vasaloppet.se/nyheter/jonas-buud-och-jasmine-nunige-vann-ultravasan-2015-sveriges-storsta-ultralopp/. Läst 12 september 2015.
11. ↑  ”Jonas Buud krossade motståndet i VM”. Dalarnas Tidningar. Arkiverad från originalet den 8 mars 2016. https://web.archive.org/web/20160308173602/http://www.dt.se/sport/friidrott/jonas-buud-krossade-motstandet-i-vm. Läst 13 september 2015.
12. 1 2  ”Personsida på ARRS”. arrs.net. Arkiverad från originalet den 17 augusti 2016. https://web.archive.org/web/20160817064527/http://more.arrs.net/runner/35794. Läst 28 juni 2016.
13. 1 2  ”Personsida på European Athletics' webbplats”. european-athletics.org. http://www.european-athletics.org/athletes/group=b/athlete=155507-buud-jonas/index.html. Läst 7 december 2016.
14. 1 2  ”Personsida på IAAF:s webbplats”. iaaf.org. https://www.iaaf.org/athletes/sweden/jonas-buud-248849. Läst 7 december 2016.